# 자기 자극 행동

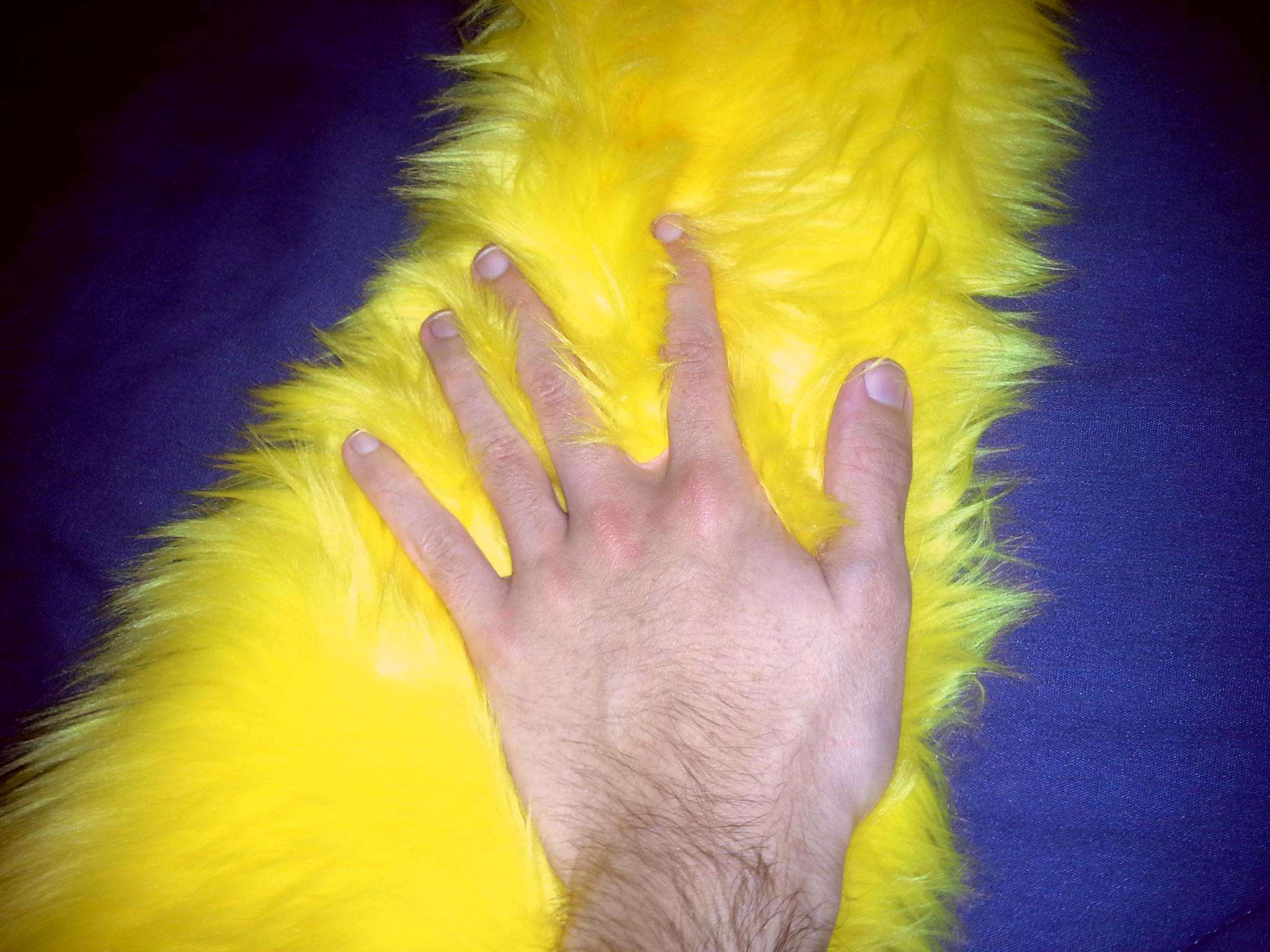
부드럽거나 즐거움을 주는 직물을 만지는 것은 스티밍의 일종이다.

자기 자극 행동(self-stimulatory behavior) 혹은 스티밍(stimming), 자기자극(self-stimulation)은 물리적 운동, 소리, 단어, 물체 이동, 기타 반복적 행동을 반복하는 것을 말한다. 이런 행동들은 과학적으로는 상동증(相同症, stereotypy)이라고 하며 모든 사람들에게 어느 정도 보이는 것으로, 발달 장애(developmental disabilities)를 가진 사람들에게 특히 그러하다. 또한 자폐 스펙트럼(autism spectrum) 환자에게도 자주 보인다. 감각 처리 장애(sensory processing disorder) 진단을 받은 사람도 잠재적으로 자기 자극 행동을 보인다고 알려져 있다. 자기 자극 행동은 과자극(overstimulation)에 대한 방어적 반응으로 해석되어 왔다. 이러한 사람들은 과감각성(heightened sensitivity)을 보이는 낯선 환경적 자극 혹은 예측 가능성이 낮은 환경적 자극을 차단함으로써 자기 자신을 안정시킨다. 다른 이론적 설명으로는 자기 자극 행동을 불안(anxiety)이나 기타 부정적 혹은 고양된 감정을 진정시키는 방식이라고 본다. 일부 자기 자극적 행동은 매우 이로울 수도 있지만, 스티밍은 낙인 찍혀 온 행동으로 치부되었고 자극적으로 표현되어 왔다.
신경다양성(neurodivergent) 성향의 사람들은 이들의 뒤에 존재하는 강박(compulsion)을 이해 못하는 사람들로부터 바람직하지 못한 반응을 유도하는 자기 자극 행동을 숨기거나 줄이고 싶다고 생각하기도 한다.
스티밍 행동은 촉각 스티밍, 시각 스티밍, 청각 스티밍, 후각 스티밍, 균형 감각과 관련 있는 전정감각 스티밍(vestibular stimming)으로 구성되어 있다. 스티밍(stims으로도 불림)의 흔한 사례로는 손 위아래로 펄럭이기(hand flapping), 박수, 몸 흔들기, 과도하거나 거친 눈 깜박임, 보폭 맞춰 걷기(pacing), 머리 부딪히기(head banging), 소음이나 단어 반복, 손가락 깨물기, 물체 회전시키기 등이다. 일부 스티밍의 경우 그것을 하는 사람에게 위험하고 신체적으로 해가 될 수 있다. 예를 들어, 억지로 신체 일부를 벽에다가 부딪침으로써 스스로를 부상의 위험에 처하게 한다.

## 스티밍과 자폐증
스티밍은 자폐 스펙트럼 환자에게서 거의 대부분 나타나지만, 이 행동이 반드시 자폐 스펙트럼을 의미하는 것은 아니다. 자폐성 스티밍과 비자폐성 스티밍의 가장 큰 차이는 유형과 횟수이다. 미국정신의학협회(American Psychiatric Association)가 편찬한 『정신질환 진단 및 통계 편람(Diagnostic and Statistical Manual of Mental Disorders)』에서, 스티밍 행동은 "고정적이거나 반복적인 운동 관성(stereotyped or repetitive motor mannerisms)"이라고 설명하면서, 자폐 스펙트럼 장애 다섯 개 주요 진단 기준 중 하나로 기재하녔다. 다른 관점에서는 스티밍이 감각 기능과 운동 기능을 모두 포괄한다. 감각운동성 기능(sensorimotor function)의 발달 저하는 통제 가능한 반응으로서 스티밍 행동을 만들어 내게 할 수 있다. 32명의 자폐 성인을 인터뷰한 한 연구에서는 예측불가하고 압도적인 환경이 스티밍을 일으킨다는 것을 발견견하였다.

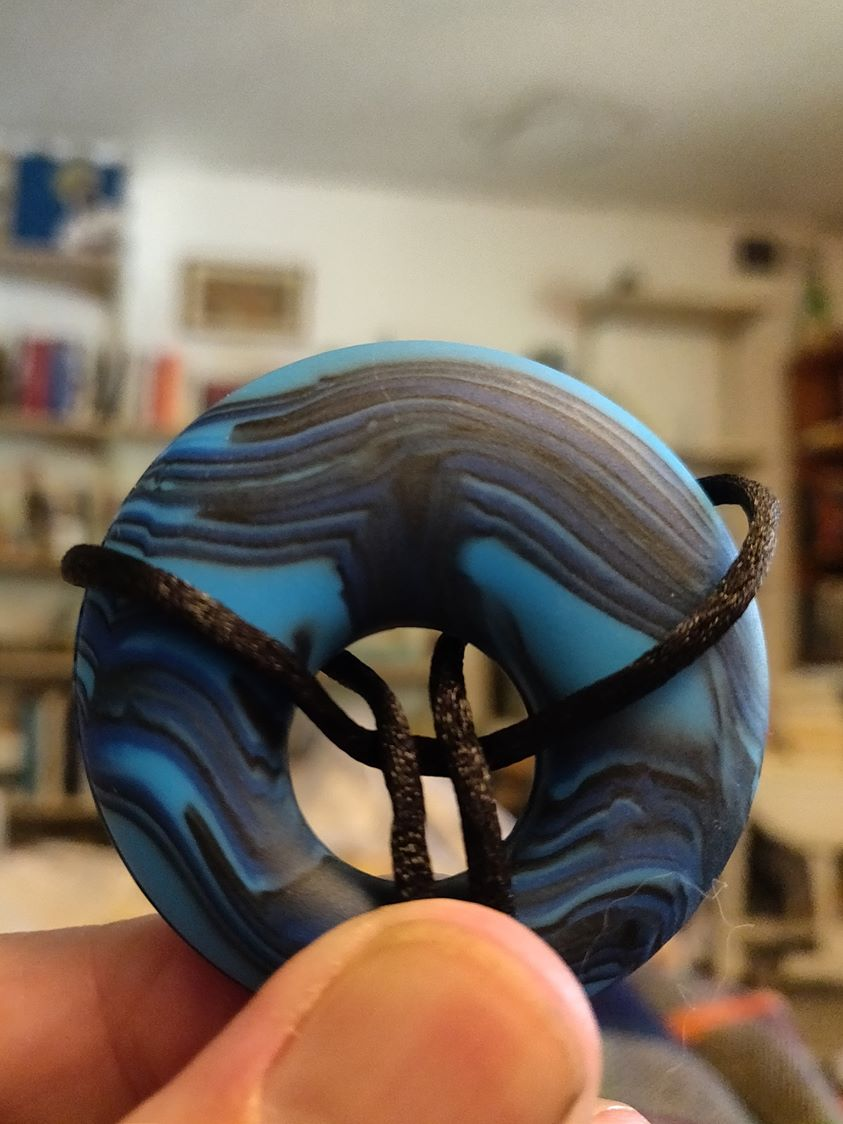
종달새 머리 매듭(lark's head knot)으로 묶여 있는 끈이 있는 딱딱한 파란색 고무 스팀 고리

스티밍은 자해적일 수 있어, 머리 부딪히기나 손 깨물기, 과도한 자기 문지르기, 피부 긁기 등일 경우가 그러하다. 스티밍을 완전히 멈추기 힘들 때에는 스티밍에 들어가는 시간을 줄이고 더 안전한 스티밍 습관을 만드는 방법이 있다. 매일 연습량을 늘려나가며 감각적 감정적 환경을 다스리는 것은 편안함을 늘려나갈 수 있다. 이는 스티밍에 사용하는 시간을 줄일 수 있을 것이다.

## 같이 보기
- 자폐 스펙트럼 장애
- 자율 감각 쾌락 반응